# Michael Logue
Michael Logue (1 de octubre de 1840 - 19 de noviembre de 1924) fue un prelado irlandés de la Iglesia católica. Fue arzobispo de Armagh y Cardenal Primado de Irlanda a partir de 1887 hasta su muerte en 1924. En 1893, el papa León XIII lo elevó al cardenalato.

## Biografía
Nació en la casa paterna de su madre, en Kilmacrenan, en el condado de Donegal. Era hijo de Michael Logue y de su esposa Catherine Durning. Desde 1857 hasta 1866, estudió en la Universidad de St. Patrick, en Maynooth, donde su inteligencia le ganó el apodo de la "Estrella del Norte". Antes de ser ordenado como sacerdote, fue asignado por los obispos irlandeses como el profesor de la teología y de las bellas letras en el Colegio irlandés en París en 1866. Fue ordenado sacerdote en diciembre del mismo año.
Logue permaneció en la facultad del Colegio Irlandés hasta 1874, cuando regresó a su país de origen, fue administrador de una parroquia en Letterkenny. En 1876, se unió a la Universidad de Maynooth como profesor de dogmática y de Lengua Irlandesa. También había conseguido el puesto de decano.
El 13 de mayo de 1879, el papa León XIII nombró a Logue como Obispo de Raphoe. Recibió su consagración episcopal junto al arzobispo Daniel McGettigan y con los Obispos James Donnelly y Francis Kelly sirviendo como co-consagrantes en la pro-catedral de Raphoe. Estuvo involucrado en la recaudación de fondos para ayudar a la gente durante la hambruna irlandesa, que , debido a las importantes donaciones de alimentos y la intervención del gobierno, nunca se convirtió en una gran hambruna.
El 18 de abril de 1887, Logue fue designado como obispo coadjutor de la Archidiócesis de Armagh y obispo titular de Anazarbus. Fue creado cardenal con el título de Santa Maria della Pace por el papa León XIII el 19 de julio de 1893. Así se convirtió en el primer arzobispo de Armagh para ser elevado al Colegio Cardenalicio. Participó en los cónclaves papales de 1903, 1914 y 1922.
En 1918 se colocó a la cabeza de la oposición a la extensión de la Ley del servicio militar de 1916 en Irlanda, los sacerdotes podían denunciar el reclutamiento desde el altar sobre la base de que la cuestión "no era política sino moral". También se involucró en la política para la elección general de Reino Unido en 1918, cuando se organizó un pacto electoral entre el Partido Parlamentario Irlandés y  el Sinn Féin Logue se opuso a la campaña de asesinatos contra los policía y militares iniciado en 1919, y en su cuaresma pastoral en 1921, denunció enérgicamente el asesinato por quien quiera que fuera cometido. Esto fue acompañado por un ataque casi igualmente vigoroso a los métodos de la política del gobierno.
Logue era políticamente más conservador que el arzobispo William Joseph Walsh, que creó tensión entre Armagh y la arquidiócesis de Dublín. Falleció el 19 de noviembre de 1924.